# 36. Feldartillerie-Brigade (Deutsches Kaiserreich)
Die 36. Feldartillerie-Brigade war ein Großverband der Preußischen Armee.

## Geschichte
Die 36. Feldartillerie-Brigade wurde zum 1. Oktober 1899 in Danzig aufgestellt und am 16. Februar 1917 zum Artilleriekommandeur 36 umfunktioniert, dem damit die taktische Führung der gesamten Feld- und schweren Artillerie oblag.
Sie war Teil der 36. Division in Danzig, die dem XVII. Armee-Korps zugeordnet war.

### Gliederung
- 1899 bis 1909

2. Westpreußisches Feldartillerie-Regiment Nr. 36, Feldartillerie-Regiment Nr. 72 Hochmeister
- 1910 bis 1912

1. Westpreußisches Feldartillerie-Regiment Nr. 35 und 2. Westpreußisches Feldartillerie-Regiment Nr. 36
- 1912 bis 1914

2. Westpreußisches Feldartillerie-Regiment Nr. 36 und Feldartillerie-Regiment Nr. 72 Hochmeister
- Kriegsgliederung bei Mobilmachung 1914

Wie vor
- Kriegsgliederung am 25. März 1918

Artillerie-Kommandeur Nr. 36,
2. Westpreußisches Feldartillerie-Regiment Nr. 36 und I./Reserve-Fußartillerie-Regiment Nr. 19

### Erster Weltkrieg
Die Brigade kam mit Kriegsbeginn im Verband der 36. Division bis Oktober 1915 an der Ostfront zum Einsatz und wurde in den Westen verlegt, wo sie bis zum Kriegsende kämpfte und sich aus den besetzten Gebieten zurückzog. Zu den Kampfhandlungen, Gefechten und Schlachten siehe Kampfgeschehen der 36. Division.

### Brigadekommandeure
| Name                                        | Datum                                                |
| ------------------------------------------- | ---------------------------------------------------- |
| Leopold Graf und Edler zu Lippe-Biesterfeld | 1. Oktober 1899 bis 21. Mai 1900                     |
| Karl Schüler                                | 22. Mai 1900 bis 21. April 1905                      |
| Johann Mittelstaedt                         | 22. April 1905 bis 17. Mai 1908                      |
| Erich von Beckedorff                        | 18. Mai 1908 bis 1. Mai 1912                         |
| Viktor Hahndorff                            | 2. Mai 1912 bis 27. November 1914                    |
| Albert August Theodor Bromeis               | 28. November 1914 bis 18. Februar 1918               |
| Kurt Rudolf Bleidorn                        | 19. Februar 1918 bis 31. Mai 1918                    |
| Heinrich von Modrow                         | 1. Juni 1918 bis Kriegsende                          |
| Bruno von Ostrowski                         | 29. Januar 1919 bis 12. April 1919 (Demobilisierung) |